# Dave MacFarlane
Dave MacFarlane (Irvine, 16 de enero de 1967 - ibídem, 30 de octubre de 2013) fue un futbolista profesional escocés que jugaba en la posición de centrocampista.

## Biografía
Dave MacFarlane debutó como futbolista profesional con el Ayr United FC. Ya en 1984 fichó por el Rangers FC. Tras permanecer durante tres temporadas en el club y habiendo ganado una Premier League de Escocia y tres Copa de la Liga de Escocia, MacFarlane se fue cedido al Kilmarnock FC y al Dundee FC. Ya en 1988 finalmente se fue traspasado al Kilmarnock FC. Dos años después hizo lo propio con el Partick Thistle FC y finalmente, con el Glenafton Athletic FC, club en el que se retiró en 1992.
Dave MacFarlane falleció el 30 de octubre de 2013 en Irvine a los 46 años de edad.

## Clubes
| Club                   | País    | Año         | Partidos | Goles |
| ---------------------- | ------- | ----------- | -------- | ----- |
| Ayr United FC          | Escocia | ¿? - 1984   | ¿?       | ¿?    |
| Rangers FC             | Escocia | 1984 - 1987 | 7        | 0     |
| Kilmarnock FC (cedido) | Escocia | 1987        | 4        | 3     |
| Dundee FC (cedido)     | Escocia | 1988        | 2        | 0     |
| Kilmarnock FC          | Escocia | 1988 - 1990 | 30       | 4     |
| Partick Thistle FC     | Escocia | 1990        | 9        | 1     |
| Glenafton Athletic FC  | Escocia | 1990 - 1992 | ¿?       | ¿?    |

## Palmarés
Rangers FC
- Premier League de Escocia: 1987
- Copa de la Liga de Escocia: 1984, 1985 y 1987